# Free the nipple

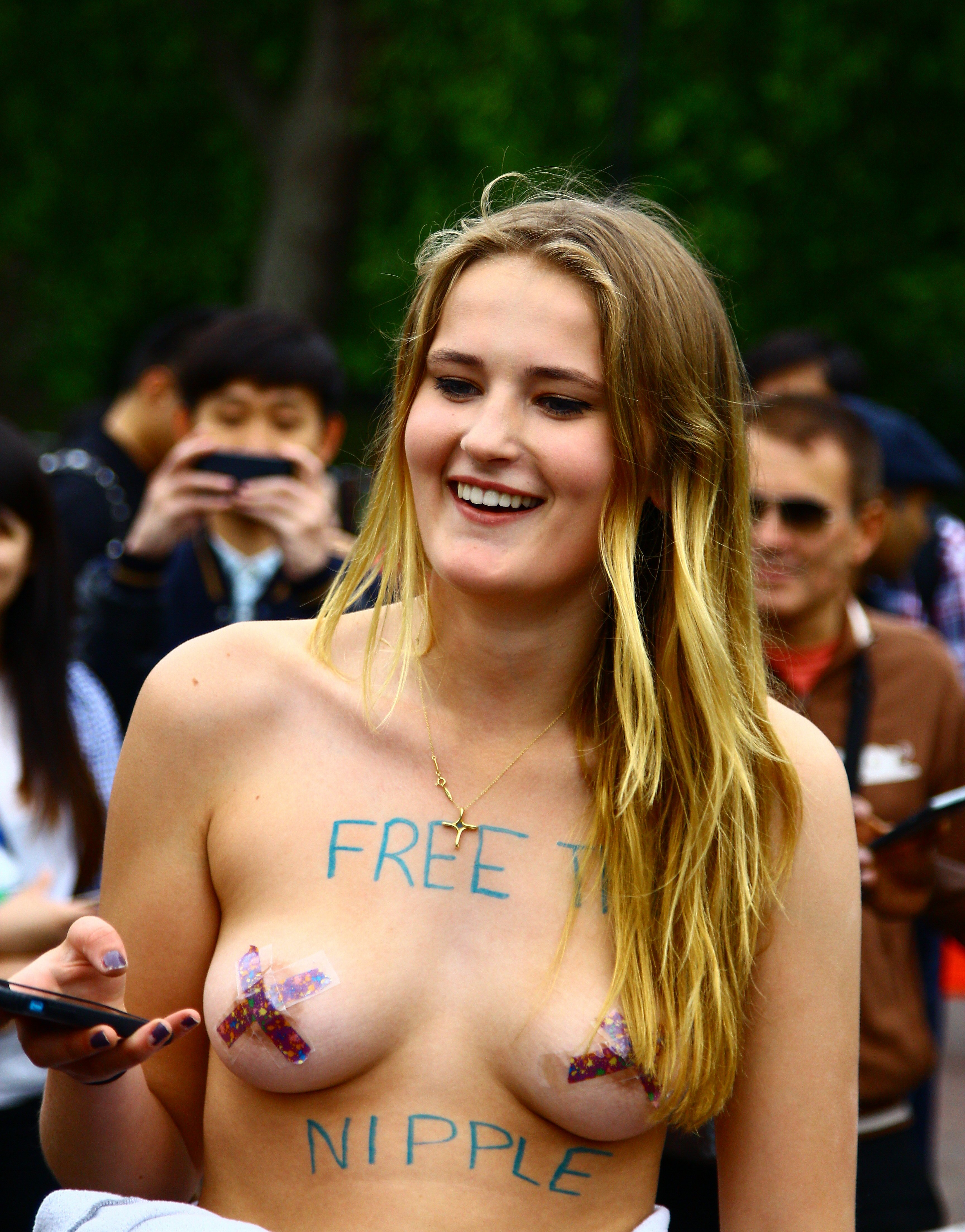
Een demonstrant van de Free the nipple beweging in juni 2015 tijdens de World Naked Bike Ride in Londen.

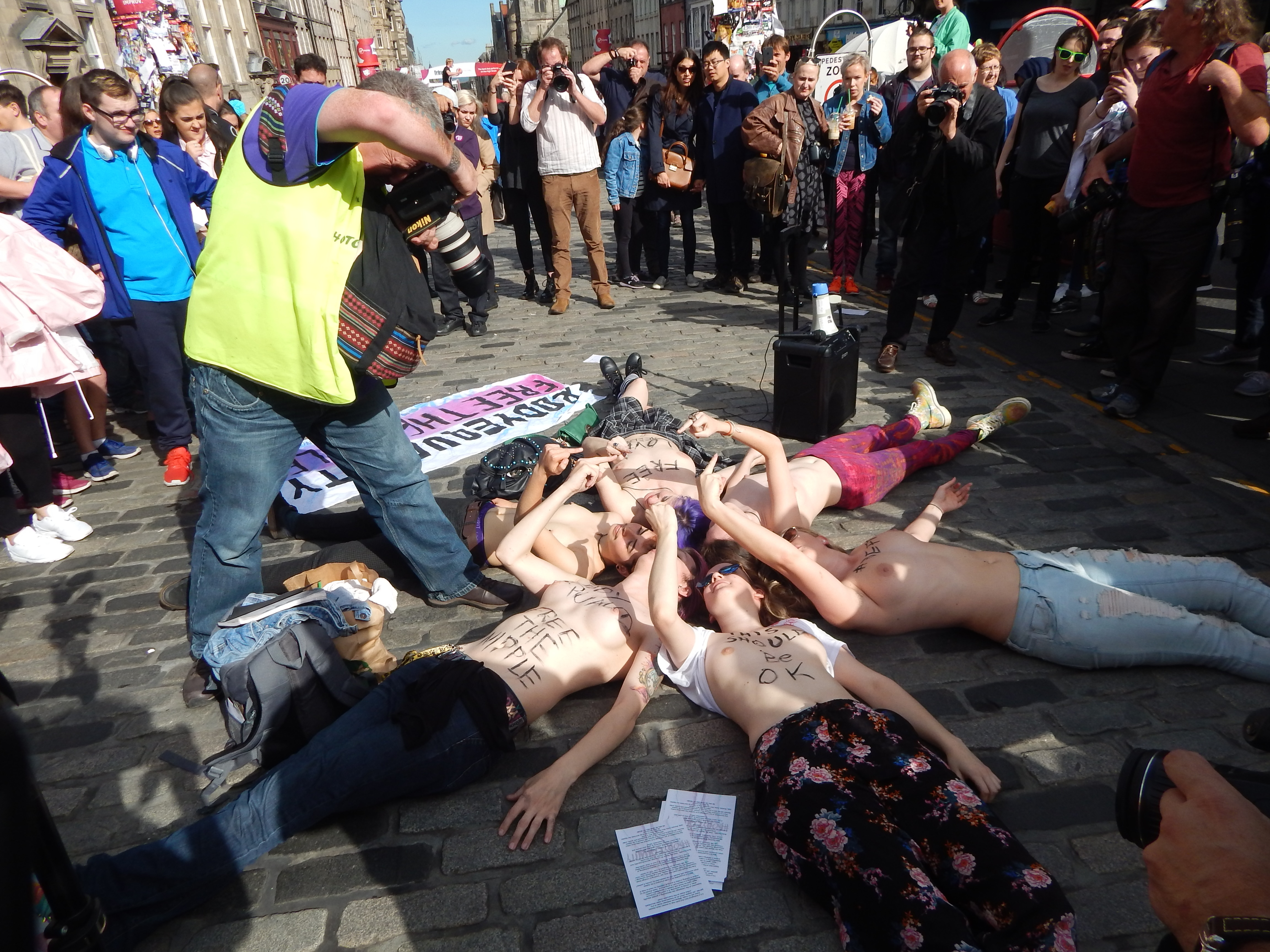
Free the nipple in augustus 2017 tijdens de Edinburgh Fringe Festival

Free the nipple (Nederlands: bevrijd de tepel) is een beweging gericht op gendergelijkheid met betrekking tot een bloot bovenlijf en afbeeldingen daarvan. De beweging bestrijdt in het bijzonder de dubbele moraal ten aanzien van de censuur van vrouwelijke borsten. Deze strijd is gestart is door activiste en filmmaker Lina Esco. 
De campagne is niet alleen bedoeld om vrouwen het recht te geven om topless op straat te komen, maar wil de maatschappij ook de neigingen naar seksualisering van het vrouwelijk bovenlichaam afleren, en houdt zich bezig met het aanpakken van hypocrisie en ongelijkheid (het mannelijk bovenlichaam mag wel worden ontbloot in het openbaar) in de westerse cultuur. Uiteindelijk is de campagne bedoeld om het taboe over het ontblote vrouwelijke bovenlichaam te bestrijden en de positie van vrouwen in westerse landen te verbeteren om zo te komen tot een grotere gendergelijkheid.